# Arábia otomana

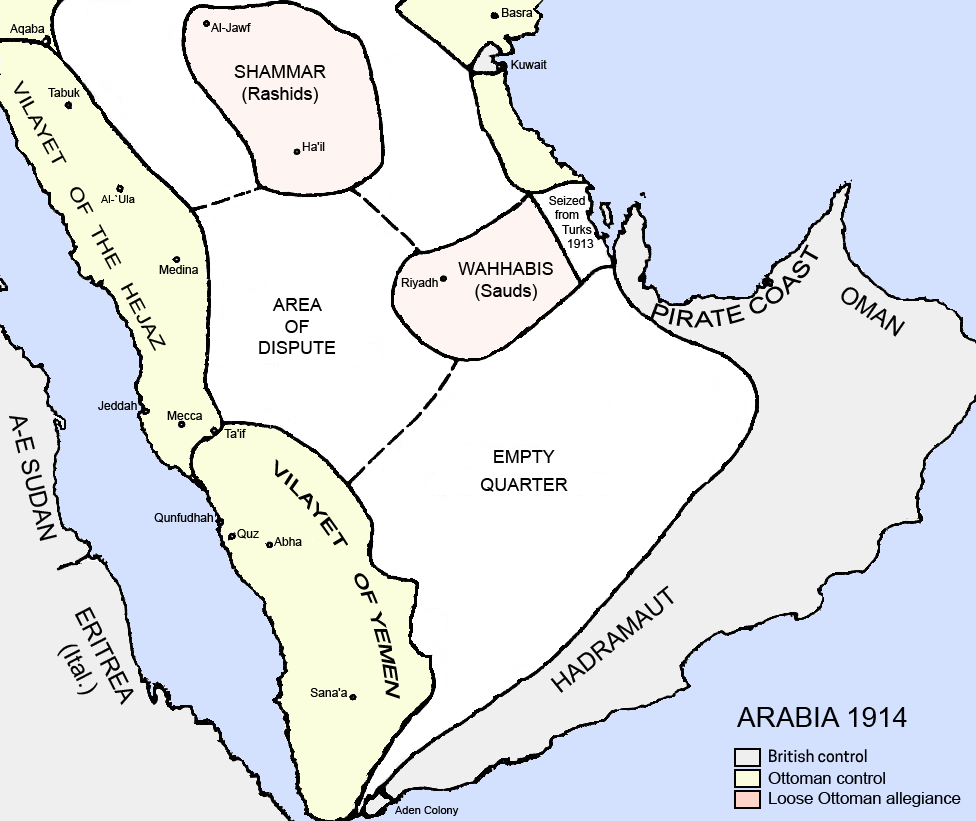
A península árabe em 1914.

A época otomana na história da Arábia durou de 1517 a 1918. O grau de controle do Império Otomano sobre estes territórios variaram ao longo dos quatro séculos, com força oscilante ou fraqueza da autoridade central do Império.

## História

### Período inicial
No século XVI, os otomanos acrescentaram a costa do mar Vermelho e do Golfo Pérsico (Hejaz, Asir e Al-Hasa) ao seu império e reivindicaram suserania sobre o interior. O principal motivo foi frustrar as tentativas portuguesas de atacar o mar Vermelho (daí o Hejaz) e o oceano Índico. Já em 1578, o Xarife de Meca lançou incursões no deserto para punir as tribos negeditas que montaram invasões em oásis e tribos no Hejaz.
O surgimento do que viria a ser a família real saudita, conhecida como al Saud, começou em Négede na Arábia Central em 1744, quando Muhammad bin Saud, fundador da dinastia, uniu forças com o líder religioso Muhammad ibn Abd al-Wahhab, fundador do movimento uaabita, uma forma estrita puritana do Islão sunita.  Essa aliança formada no século XVIII forneceu o ímpeto ideológico para a expansão saudita e continua sendo a base do domínio dinástico na atual Arábia Saudita. 

### Ascensão do estado saudita
O Primeiro Estado Saudita foi criado em 1744 na região ao redor de Riade, expandiu rapidamente e brevemente controlou a maior parte do território atual da Arábia Saudita.  Quando Muhammad ibn Abd al-Wahhab abandonou a posição de imame em 1773, a propagação do controle saudita sobre todo o sul e centro de Najd foi concluída.  No final da década de 1780, o norte de Najd foi adicionado ao emirado saudita.  Em 1792, Al-Hasa caiu para os sauditas.  O emirado saudita assumiu o controle de Taif, em 1802, e de Medina em 1804. 
O Primeiro Estado Saudita foi destruído em 1818 pelo vice-rei otomano do Egito, Maomé Ali.  Um segundo "estado saudita" muito menor, localizado principalmente em Négede, foi criado em 1824. Durante todo o restante do século XIX, os Al Saud contestaram o controle do interior daquilo que viria a se tornar a Arábia Saudita com uma outra família árabe governante, os Raxídidas. Em 1891, os Raxídidas saíram vitoriosos e os Al Saud foram conduzidos para o exílio no Kuwait. 

### Dissolução do Império Otomano
No início do século XX, o Império Otomano continuou a controlar ou ter uma suserania (ainda que nominal) sobre a maior parte da península. Sujeito a esta suserania, a Arábia foi governada por uma miscelânea de governantes tribais,  com o Xarife de Meca tendo preeminência e governando o Hejaz. 
Em 1902, ibne Saude assumiu o controle de Riade em Négede e trouxe os Al Saud de volta para Négede.  Ibn Saud ganhou o apoio de Ikhwan, um exército tribal inspirado pelo uaabismo e liderado pelo Sultão ibne Bajade Alotaibi e Faisal Al-Dawish, e que cresceu rapidamente depois de sua fundação, em 1912.  Com a ajuda de Ikhwan, Ibn Saud capturou Hasa dos otomanos em 1913.
Em 1916, com o incentivo e apoio da Grã-Bretanha (que estava lutando contra os otomanos na Primeira Guerra Mundial), o Xarife de Meca, Huceine ibne Ali, liderou uma revolta pan-árabe contra o Império Otomano para criar um estado árabe unido. Embora a revolta árabe de 1916-1918 tenha falhado em seu objetivo, a vitória dos Aliados na Primeira Guerra Mundial resultou no fim da suserania otomana e do controle na Arábia. 

## Divisões territoriais
Durante a época do domínio otomano, o território da moderna Arábia Saudita foi dividido entre as seguintes entidades:
- Províncias otomanas e emirados:
  - Xarifado de Meca (968–1925; controle otomano 1517–1803; 1841–1919)
  - Eialete do Egito (1517–1701; 1813–40)
  - Eialete de Jidá (1701–1813; 1840–1872)
  - Vilaiete de Hejaz (1872–1918)
  - Eialete de Lasa (1560–1630)
  - Sanjaco de Négede (1871–1918)
  - Eialete do Iêmem (1517–1636; 1849–1872)
  - Vilaiete do Iêmem (1872–1918)

- Estados saudita:
  - Primeiro Estado Saudita (1744–1818)
  - Segundo Estado Saudita (1818–1891)
  - Emirado de Négede e Hasa (1902–1921; tornou-se a atual Arábia Saudita)

- Outros estados e entidades:
  - Emirado de Jabal Xamar (1836–1921)
  - Emirado de Asir (1906–1934)